# Georgina Ponce Romero
Georgina Ponce Romero es una investigadora, científica y divulgadora científica mexicana. Labora en el departamento de Biología Molecular de Plantas del Instituto de Biotecnología de la UNAM.

## Trayectoria
Es química farmacéutica-bióloga por la Escuela Nacional de Estudios Profesionales Zaragoza, UNAM, grado que obtuvo en 1980. Es maestra en ciencias químicas por la Facultad de Química de la Universidad Nacional Autónoma de México desde 1983 y doctora en investigación biomédica básica por el Instituto de Biotecnología de la UNAM en 1991. 
Su trabajo se concentra en el estudio del crecimiento direccional de las raíces de las plantas con relación a la disponibilidad de agua.
En 2017 recibió el reconocimiento en materia de Ciencia y Tecnología, subcategoría Divulgación y Vinculación por el Gobierno del Estado de Morelos a través de la Secretaría de Innovación, Ciencia y Tecnología. Además, es socia numeraria de la Sociedad Mexicana de Bioquímica y editora ejecutiva de la revista de divulgación científica, Biotecnología en movimiento, de la Universidad Nacional Autónoma de México.

## Publicaciones
Entre las publicaciones científicas de Georgina Ponce Romero se encuentran:
- Ponce,G. Corkidi,G. Eapen,D. Lledias,F. Cardenas,L. Cassab,G. 2017. Root hydrotropism and thigmotropism in Arabidopsis thaliana are differentially controlled by redox status Plant Signaling and Behavior, 12, e1305536.
- Saucedo,M. Ponce,G. Campos,M.E. Eapen,D. Garcia,E. Lujan,R. Sanchez,Y. Cassab,G.I. 2012. An altered hydrotropic response (ahr1) mutant of Arabidopsis recovers root hydrotropism with cytokinin Journal of Experimental Botany, 63, 3587-3601.
- Lopez-Frias,G. Martinez,L.M. Ponce,G. Cassab,G.I. Nieto-Sotelo,J. 2011. Role of HSP101 in the stimulation of nodal root development from the coleoptilar node by light and temperature in maize (Zea mays L.) seedlings Journal of Experimental Botany, 62, 4661-4673.[6]